# Johann-Friedrich-Danneil-Museum
Das Johann-Friedrich-Danneil-Museum (kurz: Danneil-Museum) ist ein Heimatmuseum in Salzwedel in Sachsen-Anhalt. Es wurde 1836 gegründet und ist nach dem Prähistoriker und Gymnasialprofessor Johann Friedrich Danneil (1783–1868) benannt. Seit 1932 hat es seinen Sitz in der Propstei Salzwedel.

## Geschichte

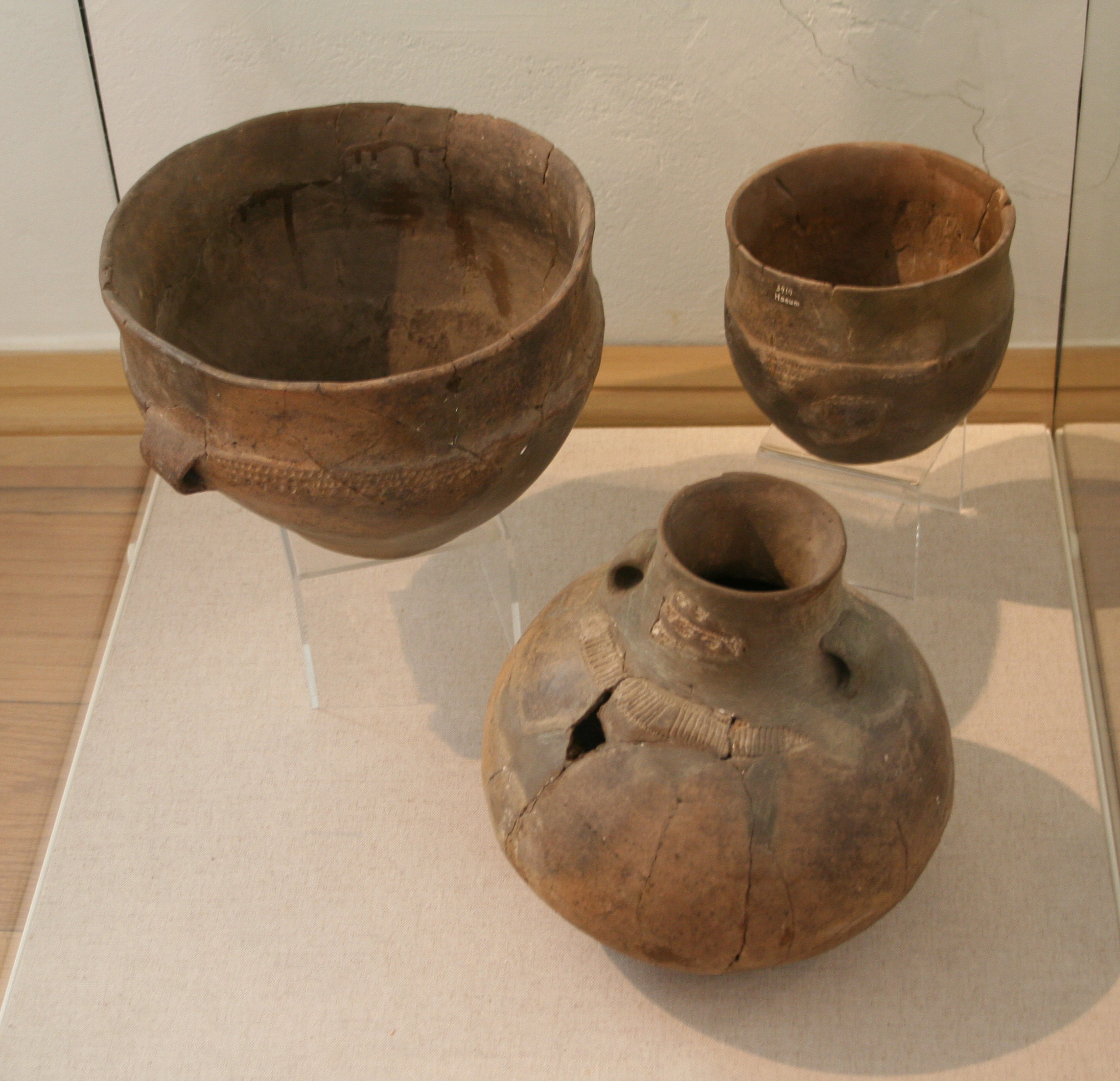
Trichterbecher und Kugelamphoren im Museum

1836 wurde das Museum als Sammlung des „Altmärkischen Vereins für vaterländische Geschichte und Industrie“ gegründet, in dem Danneil eine führende Rolle spielte. Das Museum war eines der ersten deutschen Vereinsmuseen. Den Grundstock der Sammlung bildeten zahlreiche vor- und frühgeschichtliche Exponate aus der Altmark. Die Sammlung lagerte zeitweilig im Salzwedeler Rathaus, dann in einer Seitenkapelle der Marienkirche, anschließend im Amtsgericht. 1865 besichtigten Wilhelm I. und Otto von Bismarck die Sammlung.

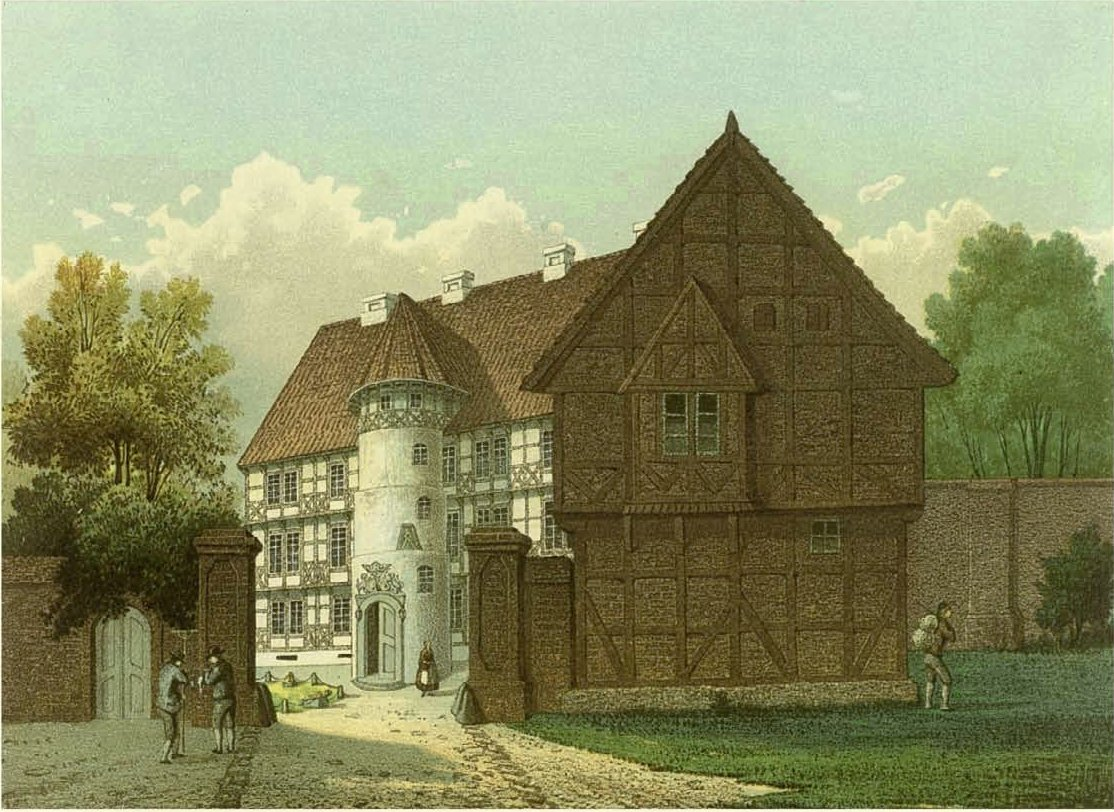
Propstei Salzwedel um 1860

1929 bezog das Museum ein Stockwerk in der Propstei unmittelbar südlich der Marienkirche. Damit wurde das Museum Kreisheimatmuseum und wurde nicht mehr vom Verein geführt. Es wurde ausgebaut und unter dem Namen Johann-Friedrich-Danneil-Museum am 28. September 1932 wiedereröffnet. Zur Sammlung waren auch Exponate aus dem Mittelalter und späteren Jahrhunderten gekommen. Während der Zeit des Nationalsozialismus misslang der Versuch, das Museum ideologisch anzupassen, etwa durch Herausstellen Danneils als „Begründer der germanischen Vorgeschichtswissenschaft“. Im Zweiten Weltkrieg blieb die Sammlung weitgehend intakt. Zur Zeit der Bodenreform erhielt das Museum zahlreiche weitere Exponate aus privaten Sammlungen von Enteigneten und aus der DDR Geflüchteten. 1956 wurde das 1911 gegründete Freilichtmuseum Diesdorf vom Danneil-Museum übernommen, 1989 aber wieder ausgegliedert.

## Gebäude
Ursprünglich stand an dieser Stelle das Haus des Archidiakons von Salzwedel von 1474. Unter Einbeziehung einiger Teile dieser Propstei ließ Albrecht von der Schulenburg 1578 einen Herrensitz errichtet. Es handelt sich um einen Fachwerkbau aus der Renaissance mit Treppenturm. 1754 wurde ein Sandsteinportal hinzugefügt. Das Gebäude blieb bis 1806 exterritorial, war also nicht Teil der Stadt Salzwedel. 1928 wurde es von der Stadt gekauft.

## Sammlung und Veranstaltungen

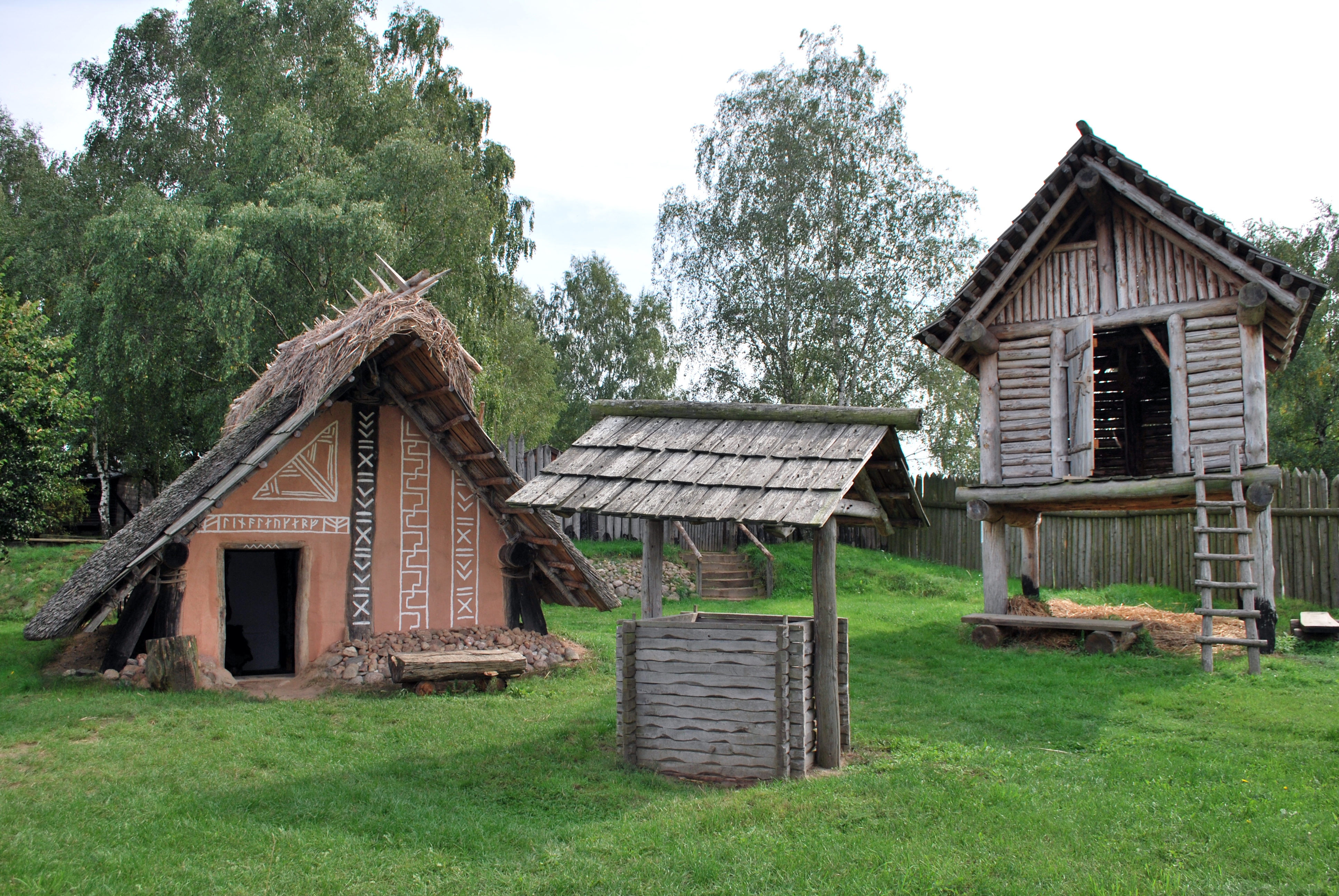
Langobardenwerkstatt Zethlingen

Heute umfasst die Sammlung über 30.000 inventarisierte Funde aus der gesamten Altmark. Darin enthalten sind Exponate früherer Museen der Altmark wie dem ehemaligen Heimatmuseum Gardelegen. Zu den bekanntesten Ausstellungsstücken gehören die „Salzwedeler Madonna“, eine Eichenholzplastik von 1225/1230, und der 1582 entstandene „Weinbergaltar“ aus der Werkstatt von Lucas Cranach dem Jüngeren, der in seinem Mittelteil das Gleichnis von den Arbeitern im Weinberg aus dem Matthäus-Evangelium als Allegorie auf die Reformation zeigt. Er stand ursprünglich in der Salzwedeler Mönchskirche. Die Bibliothek des Museums umfasst rund 20.000 Bücher und ebenso viele Periodika.
Das Johann-Friedrich-Danneil-Museum zeigt neben der Dauerausstellung Sonderausstellungen zu heimatgeschichtlichen Themen, 2009–2010 etwa „Dokumente der Wende“. Im Rahmen eines museumspädagogischen Konzepts werden regelmäßig Aktionstage durchgeführt. Zum Programm gehören auch Ausstellungen lokaler Künstler.
Neben dem Museum in der „Propstei“ ist die Langobardenwerkstatt Zethlingen in Zethlingen seit 1990 Teil des Danneil-Museums. Sie befindet sich an einem rund 2000 Jahre alten Brandgräberfeld, das den Langobarden zugeschrieben wird, und dient als museumspädagogisches Zentrum. So wird dort beispielsweise das Leben der Langobarden dargestellt.

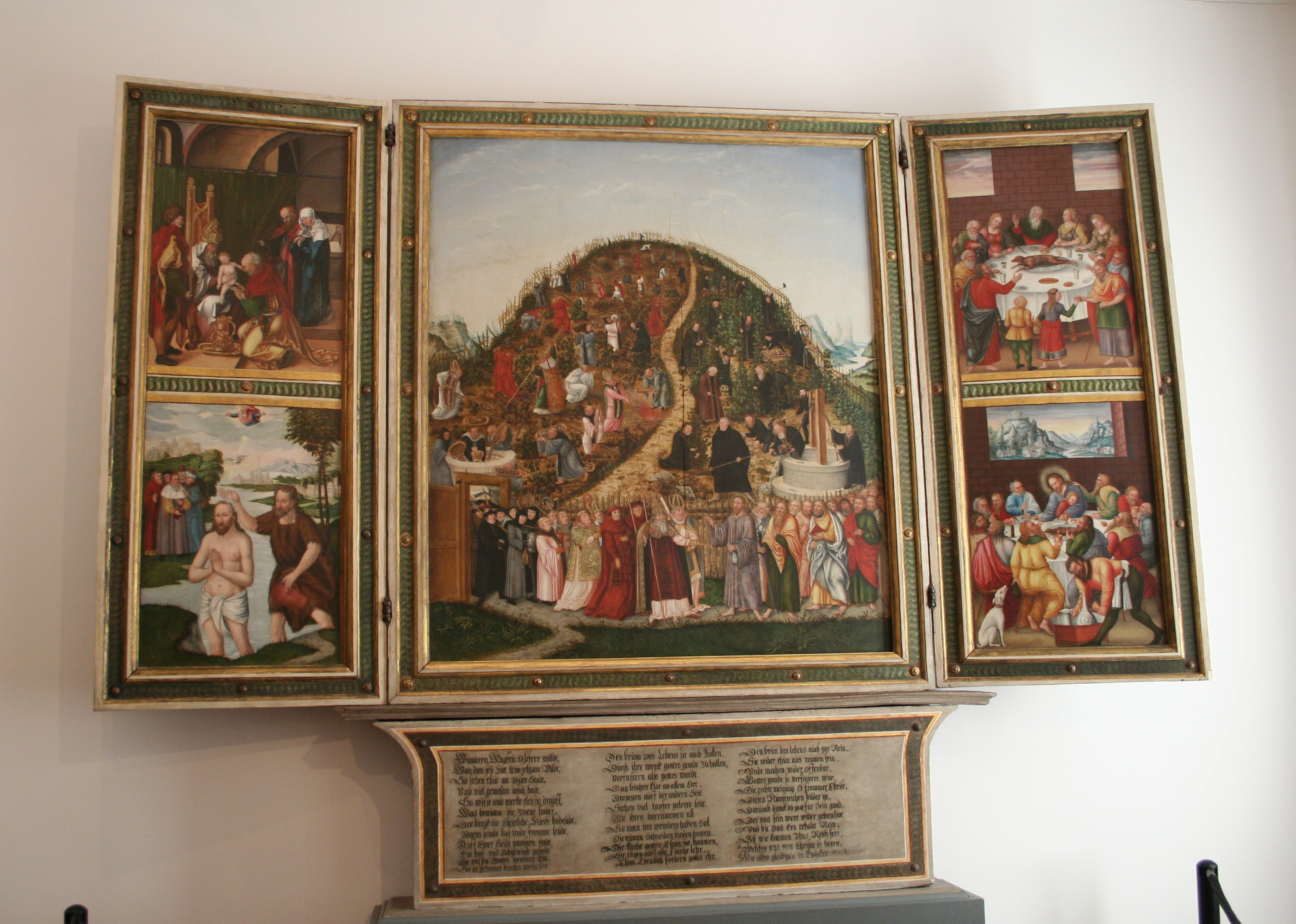
„Weinbergaltar“ aus der Werkstatt von Lucas Cranach dem Jüngeren (1582)
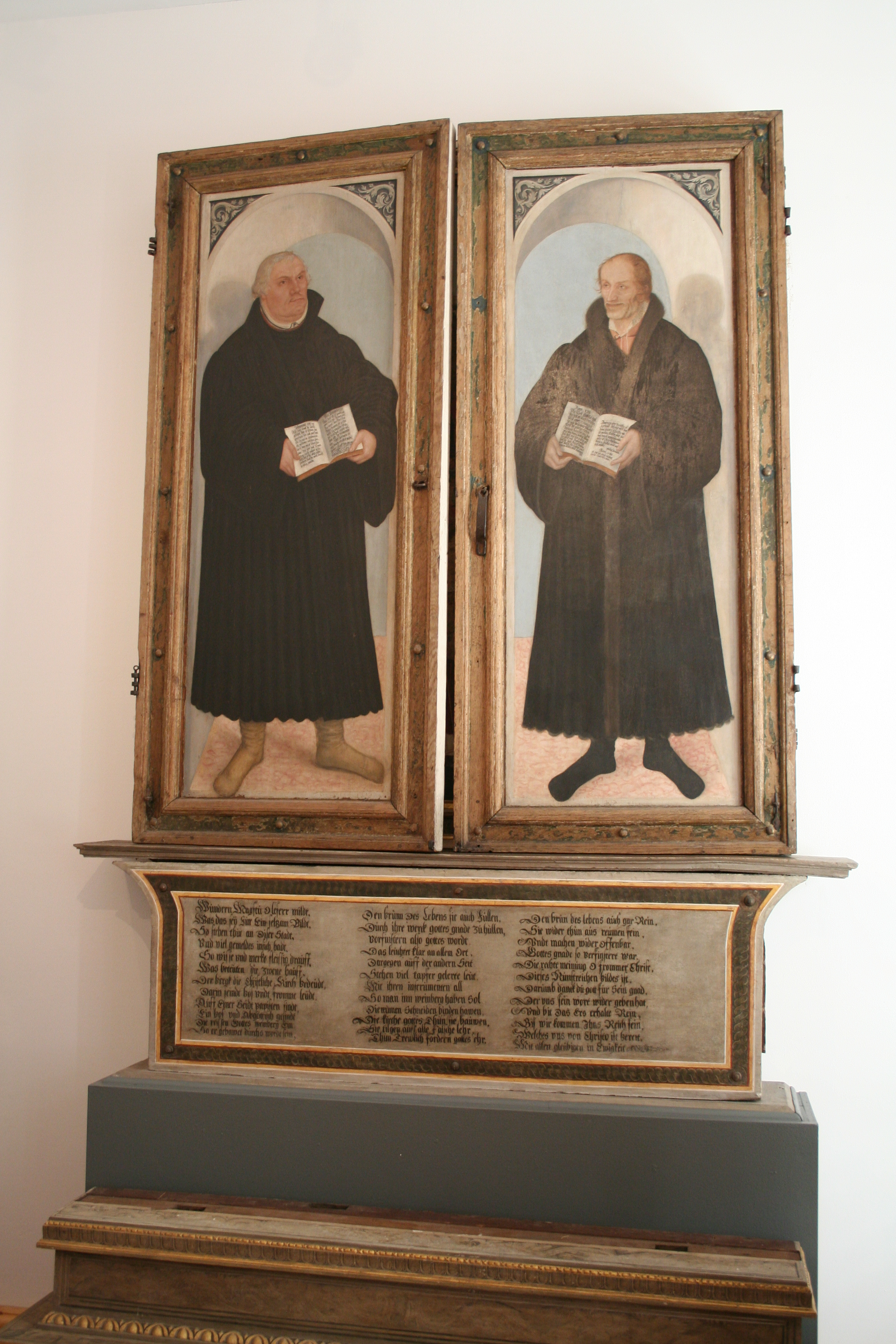
Vorderseite des „Weinbergaltars“
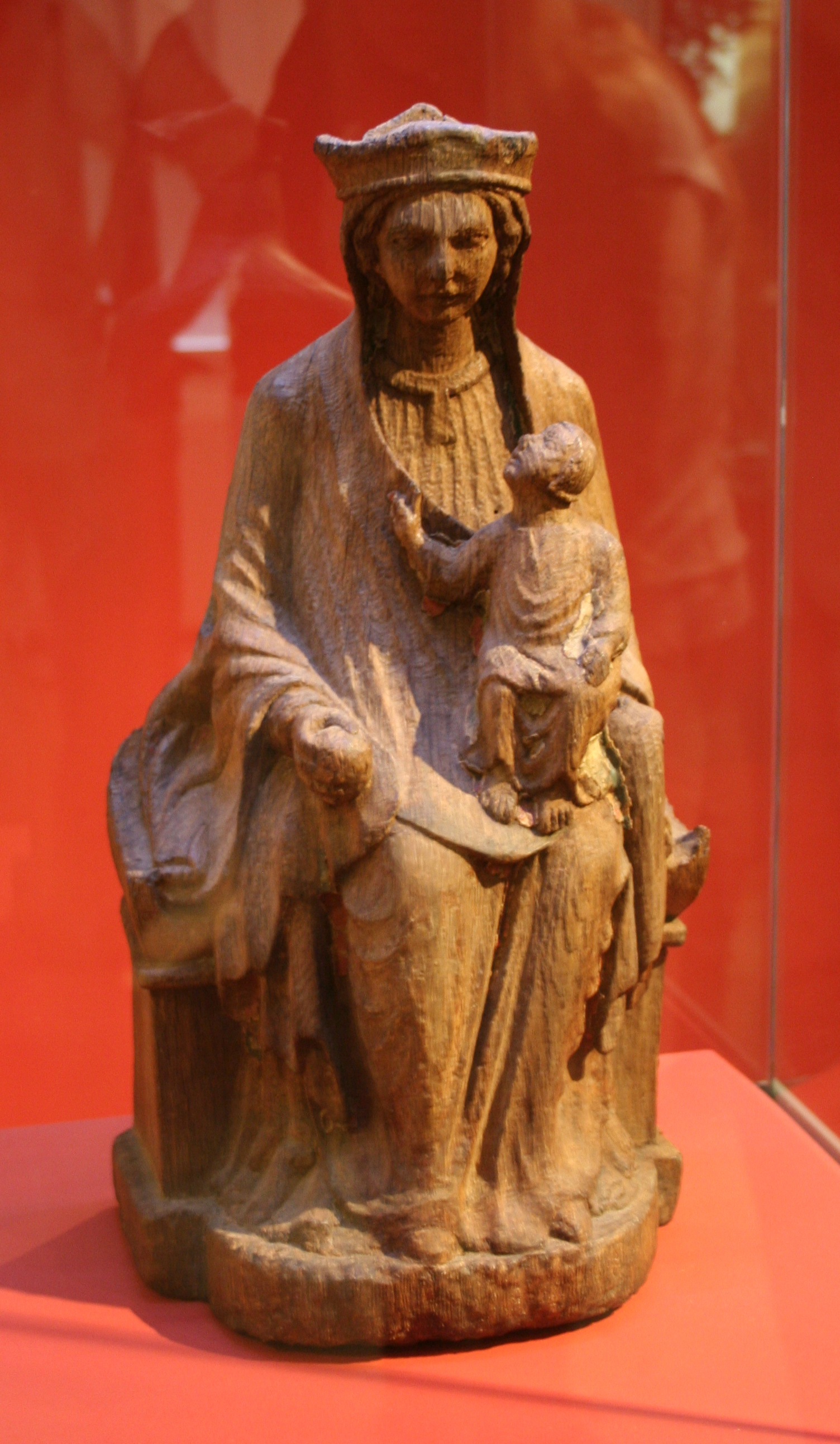
„Salzwedeler Madonna“ (1225/30)